# 夜風の中から
「夜風の中から」（よかぜのなかから）は、中島みゆきの4作目のシングル。1976年7月25日にキャニオン・レコードよりリリース。

## 解説
2作目のアルバム『みんな去ってしまった』の先行シングル曲。
「夜風の中から」「忘れられるものならば」ともに、オリジナルアルバム『みんな去ってしまった』に収録されている。ただし、「夜風の中から」はアルバムバージョンでの収録となった。シングルバージョンは1986年のベストアルバム『中島みゆき THE BEST』においてアルバム初収録となった。
本作はシングル・ジャケットが二種類存在し、ブルーを基調に中島の写真を用いたものと、デビュー当時の中島のポートレイトを用いているものである。後者の方が稀少である。
2022年11月28日にこのシングルは、ヤマハミュージックコミュニケーションズにより、ジャケット画像は7インチシングル盤の中で、デビュー当時の中島のポートレイトを用いているものの方でデジタル・ダウンロード配信された。

## 収録曲
1. 夜風の中から
（作詞・作曲：中島みゆき 編曲：萩田光雄）
2. 忘れられるものならば
（作詞・作曲：中島みゆき 編曲：西崎進）